# 马斯特里赫特大学
马斯特里赫特大学（荷兰文：Universiteit Maastricht, 英文：Maastricht University）位于荷兰林堡省的首府马斯特里赫特市，是荷兰的国立研究型大学之一。

## 历史
马斯特里赫特大学成立于1976年，学校现有学生13100人，教职员工3500人。共设有7个学院: 自然科学学院, 社会学和艺术学院, 经济科学学院, 医学院, 生命健康学院, 心理学学院和法学院。马斯特里赫特大学是一所十分国际化的综合院校，国际学生比例占该校总人数的44％，而海外教师的比例也占到30%，马大多数的硕士课程都用英文授课，超过一半以上的硕士学生都是国际学生。马斯特里赫特大学也是欧洲率先采用问题导向（PBL）并实行小班教学的大学之一。

## 院系
马斯特里赫特大学下属的经济学院（SBE）是荷兰乃至欧洲最好的学院之一，取得了EQUIS、AACSB、AMBA三项世界顶级认证，是世界上极少数同时拥有这三项皇冠认证的大学之一。其在人工智能方面的研究同样位于欧洲前列，同时该校的医学、艺术音乐和语言学同样声名远扬。另外，土豆网的技术开发也出自马大的技术人员之手。

## 排名
2004-2005，马大连续被荷兰教育部评为教学质量最好的大学。06年以来，在荷兰高等教育委员会评估一直获获得最高分数，列为荷兰顶尖大学之一。世界排名方面，英国泰晤士报世界高校排行（UK Times Higher Education）里，马大排名世界前120（2009年），雄居欧洲50强大学之列；同时为人文社科类高校世界前五十强，国际学生评价占欧洲第5。在美国US news and World reprot的世界大学排名中，马大排在第110位（2008年）。而在俄罗斯最新发布的Rating of Educational Resources 2010 中，马大排名第一百。

## 画廊

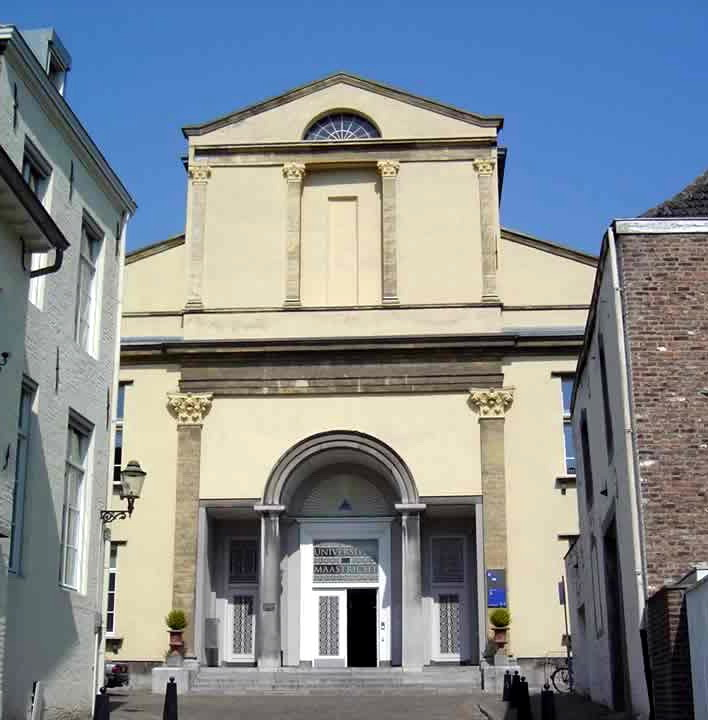
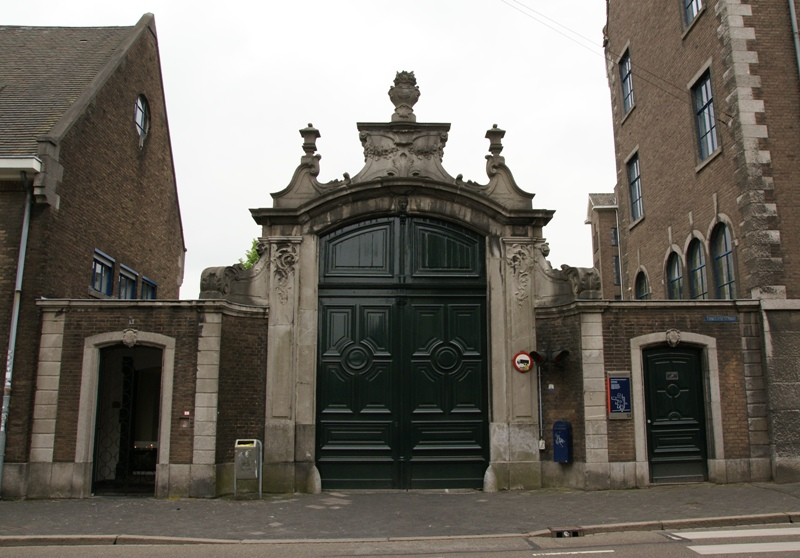
Gate of former Jesuiet monastery. Lectures started here in 1974
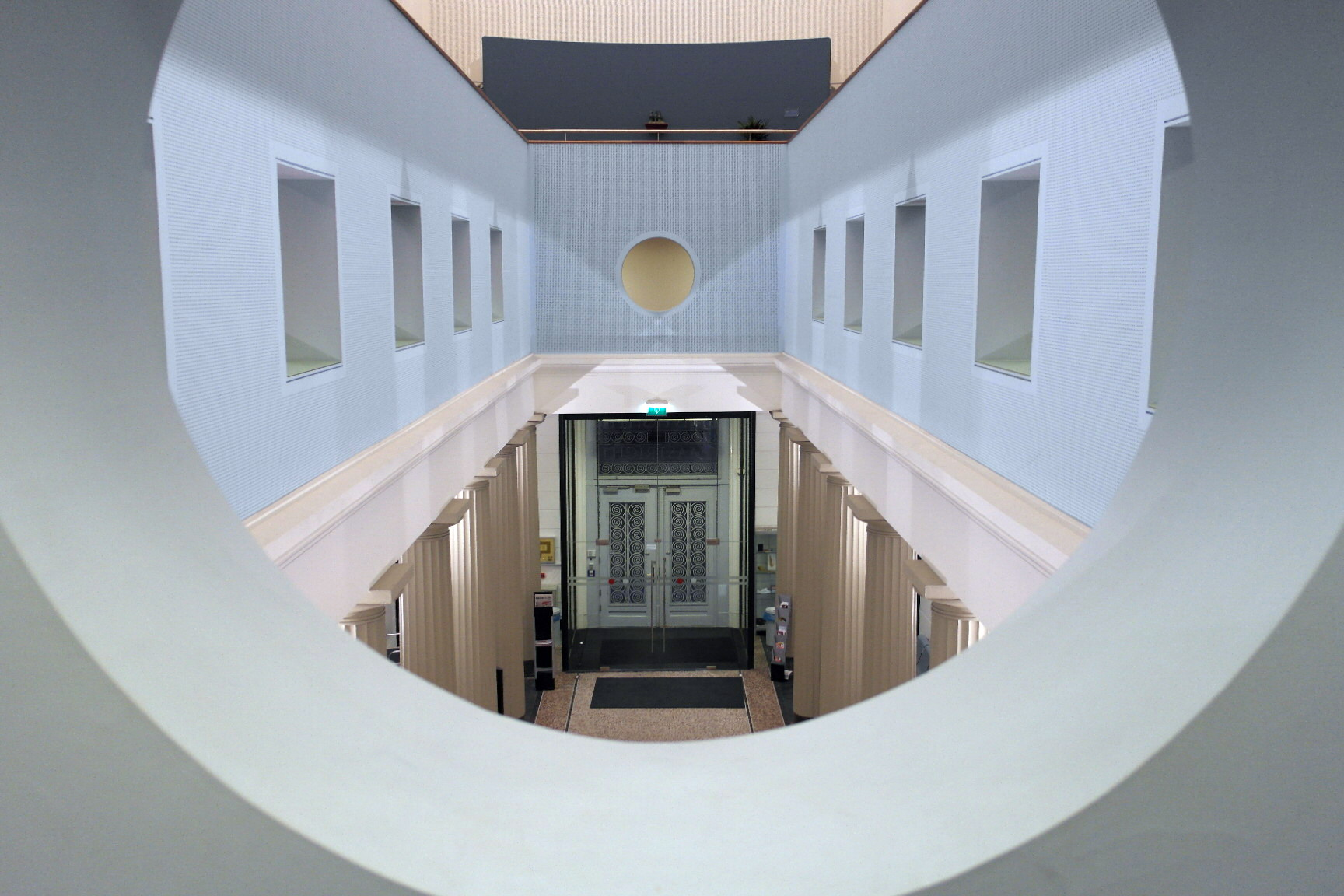
Former Minorite Church, now the main administrative building of UM
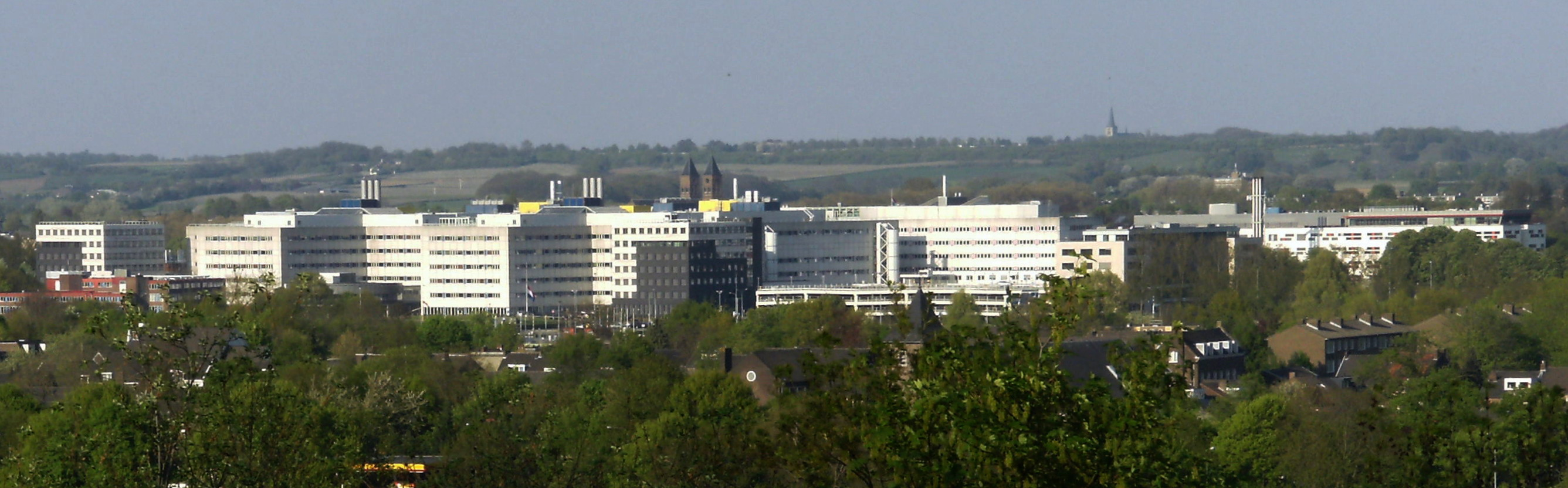
Campus Randwyck, seen from Mount Saint Peter
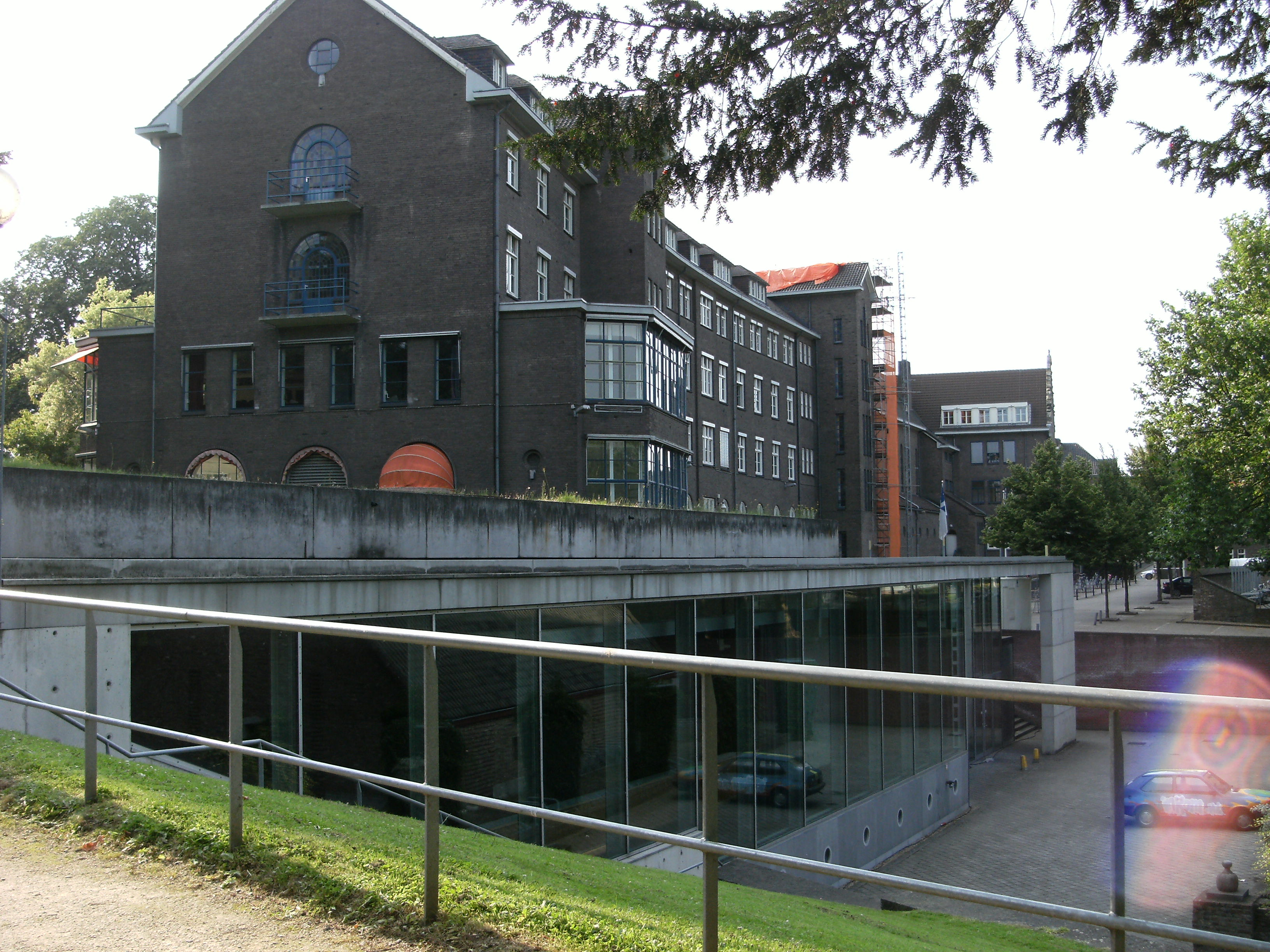
School of Business and Economics, Tongersestraat
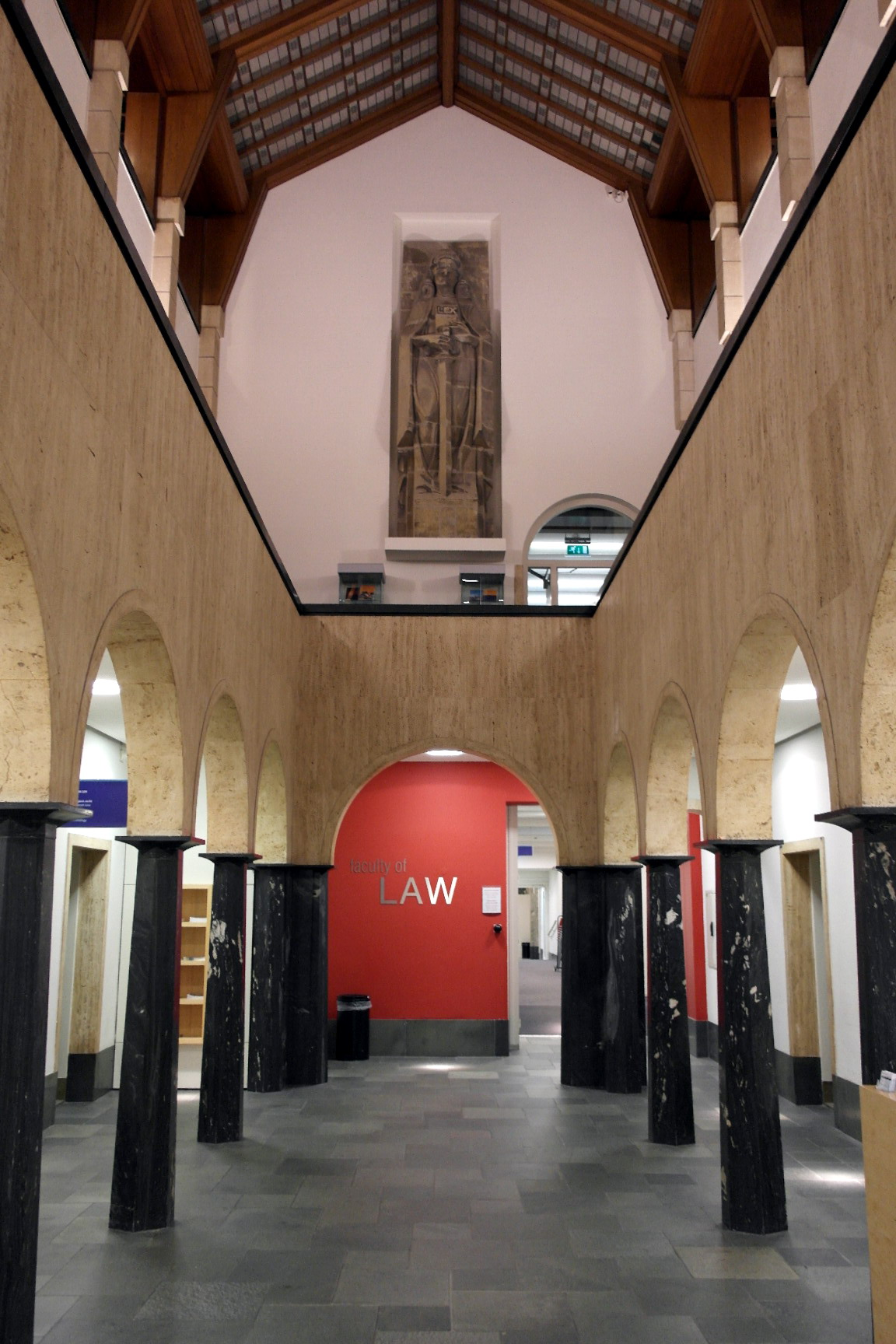
Main hall Faculty of Law
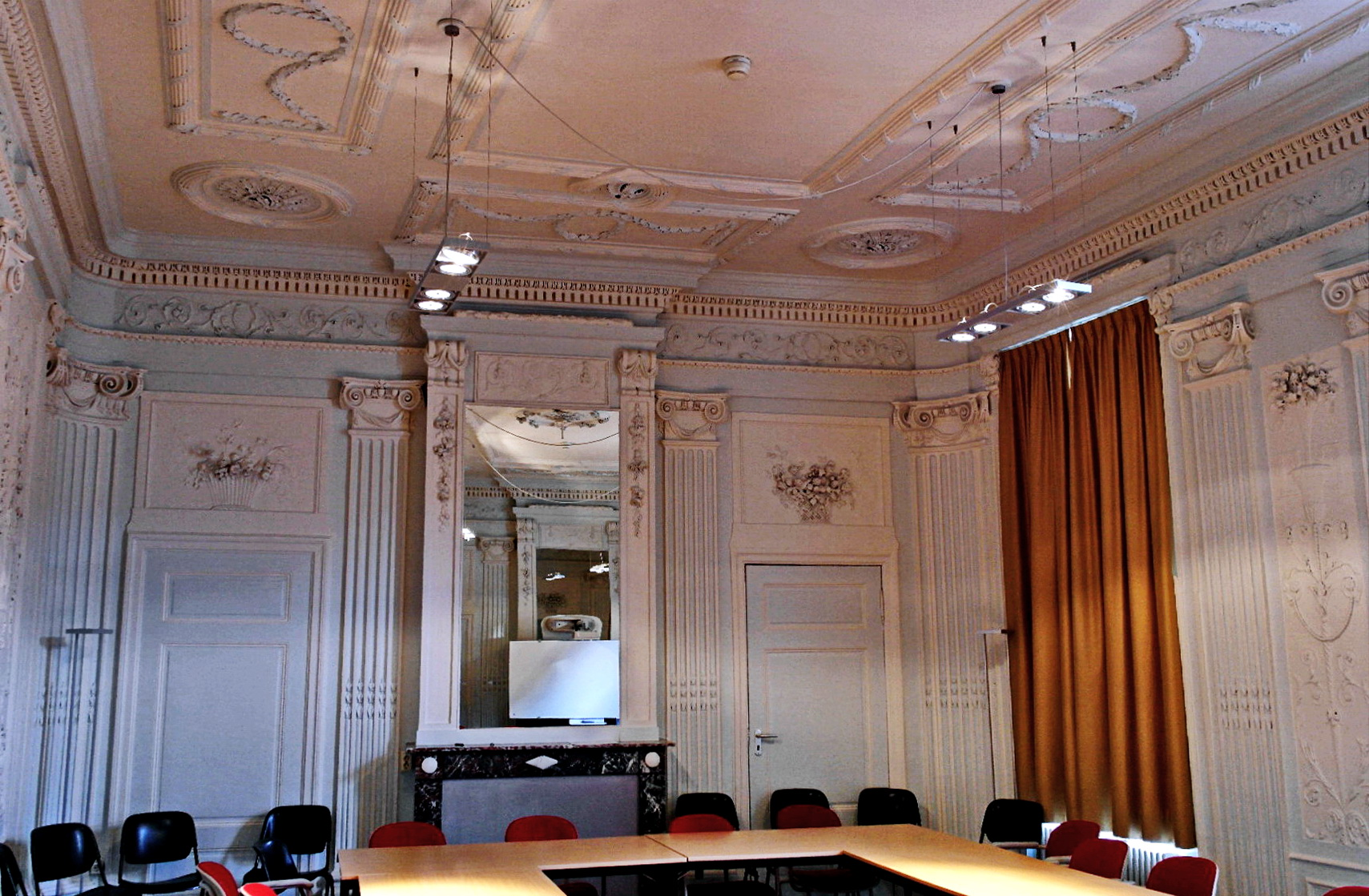
'Classy' classroom with 18th-century stucco (FASoS, House Soiron)
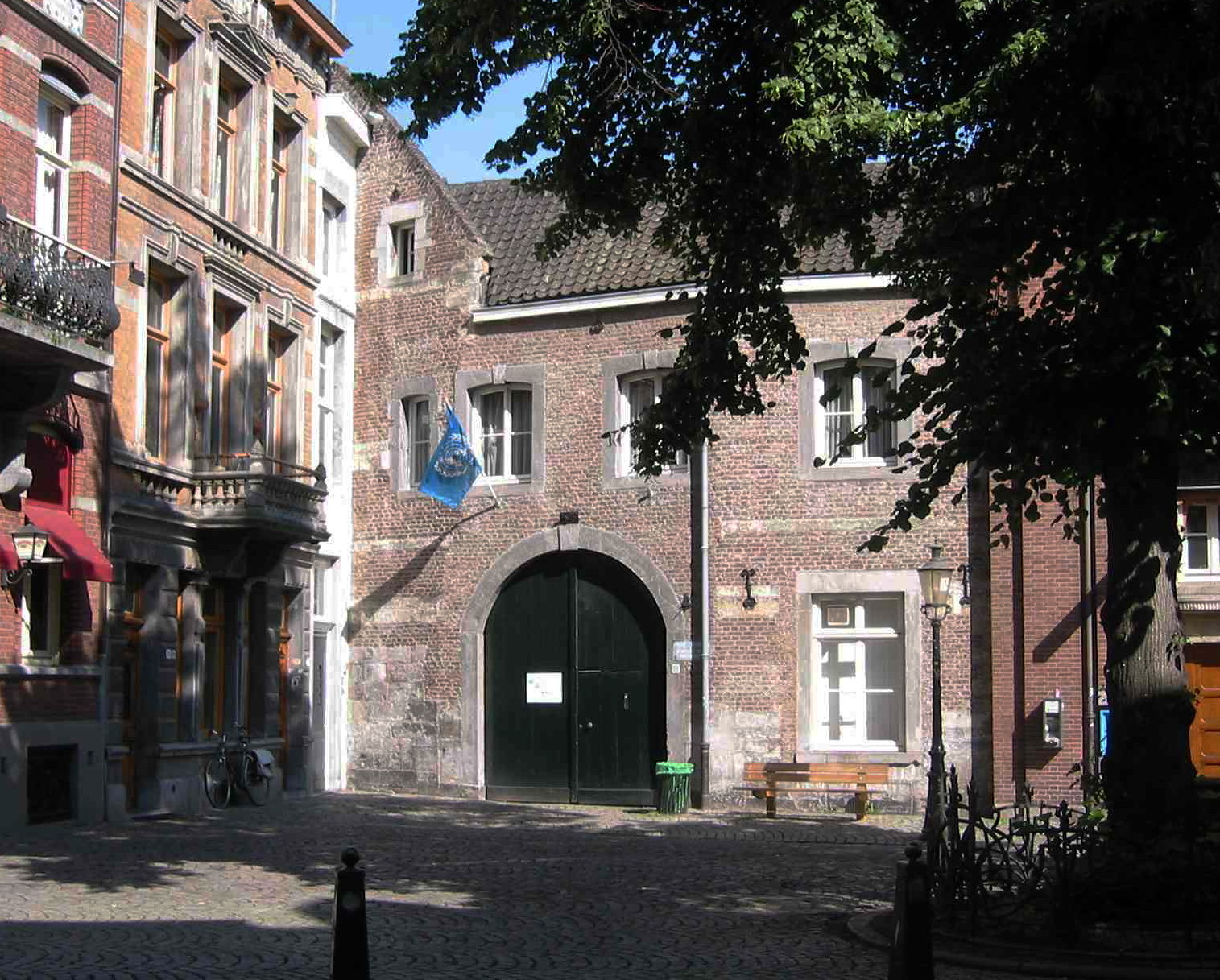
UNU-MERIT (with UN flag), Keizer Karelplein
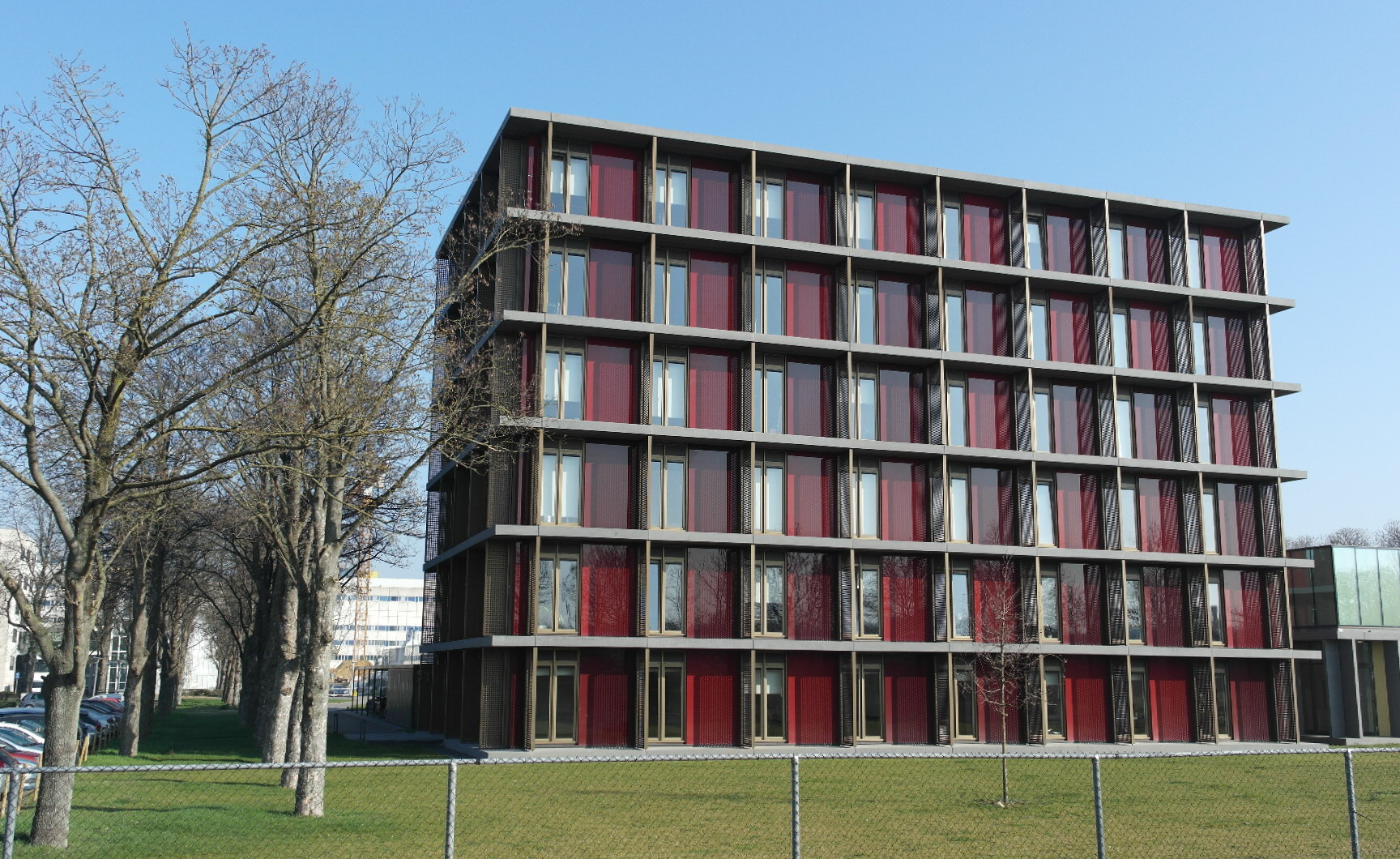
Brains Unlimited, part of Maastricht Health Campus in Randwyck
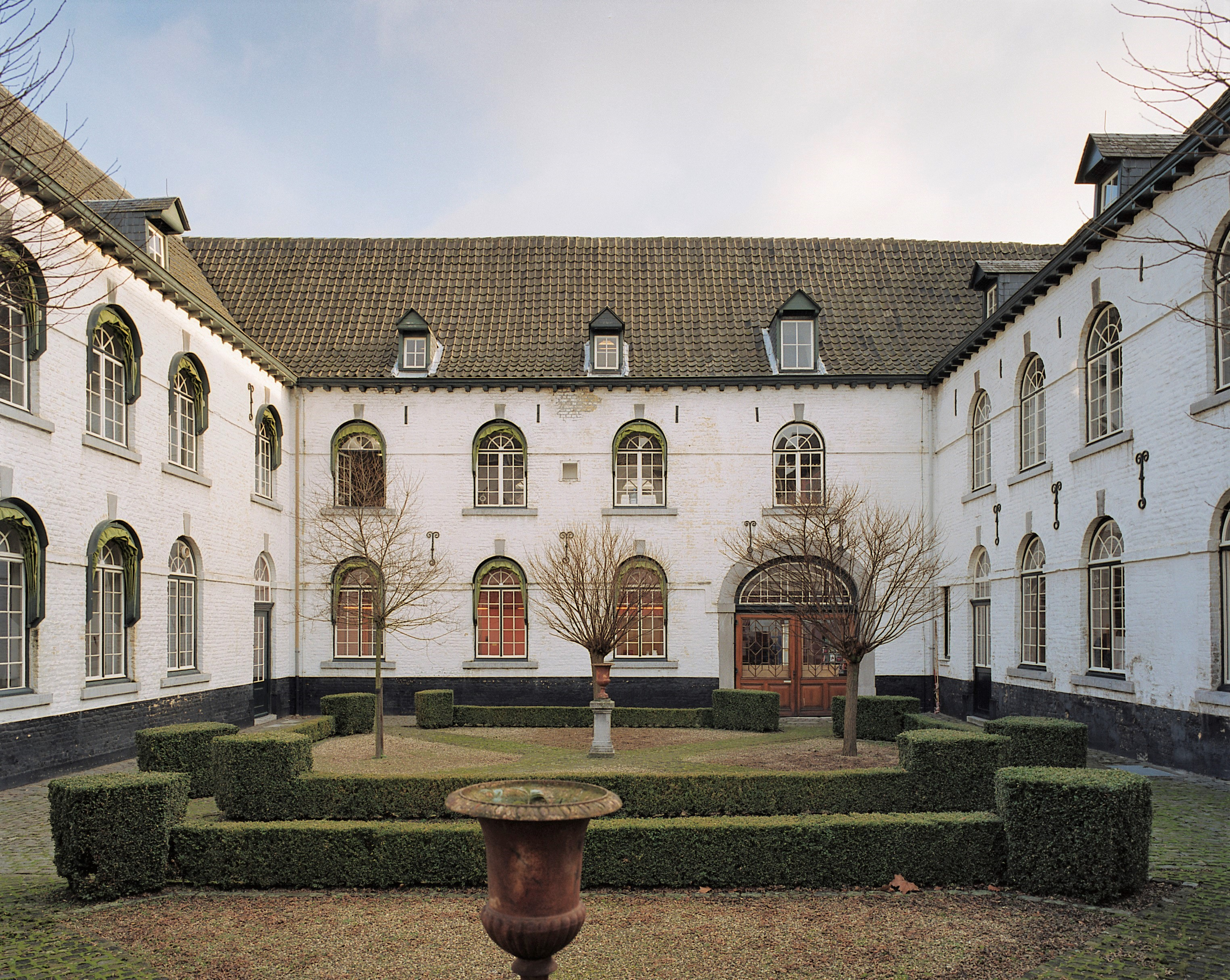
Nieuwenhof, University College Maastricht
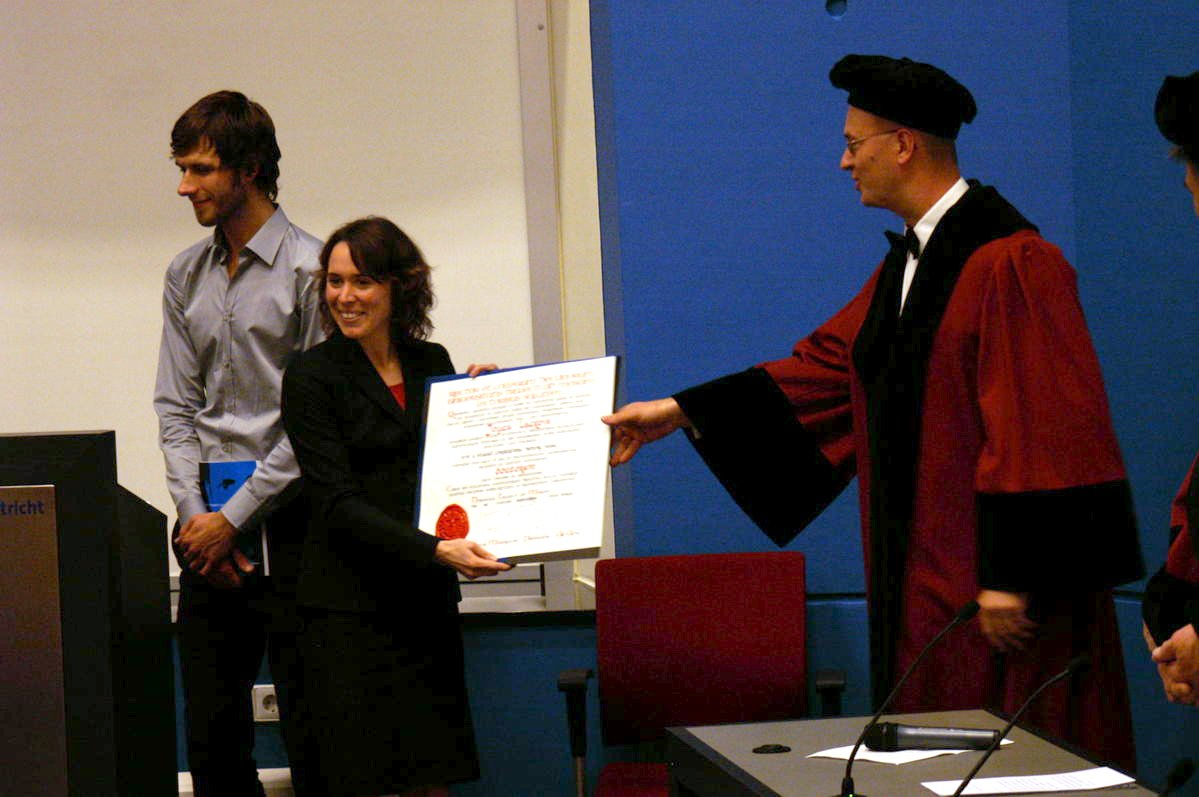
Ph.D. conferral at UM
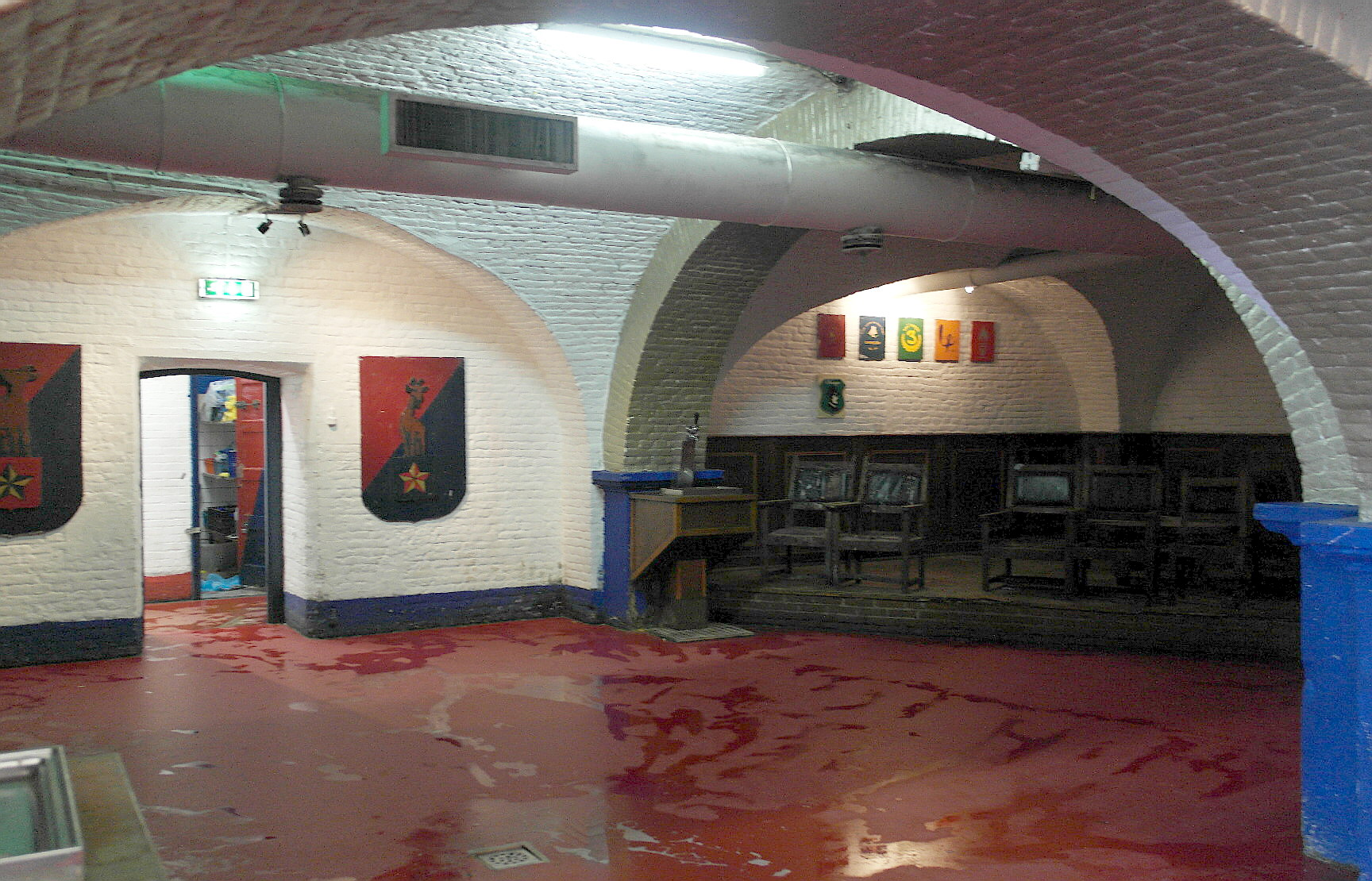
Premises of student association MSV Tragos
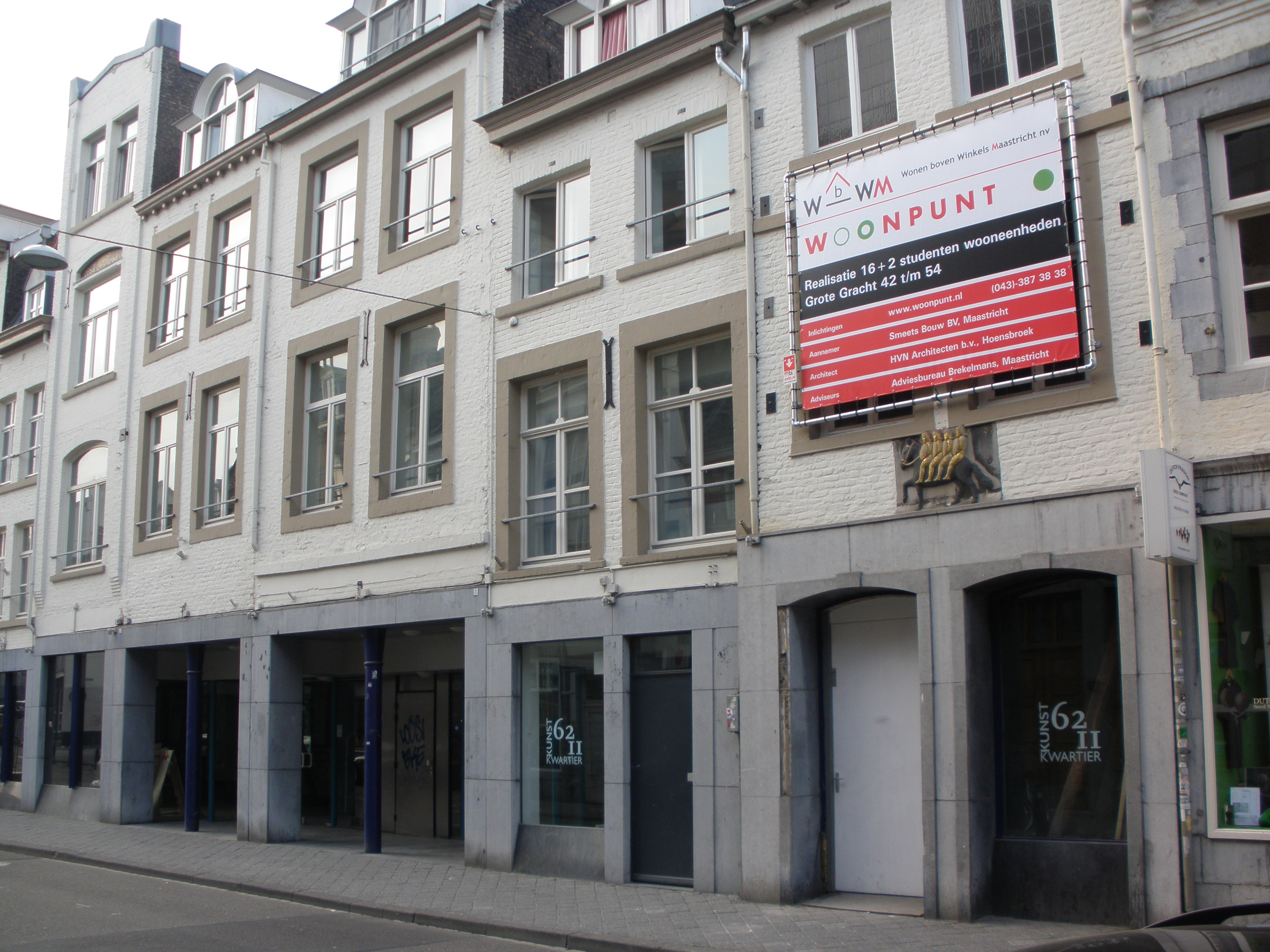
Student housing at Grote Gracht